# Подосинников, Александр Александрович
Александр Александрович Подосинников (род. 16 февраля 1985) — российский баскетболист. Играет на позициях легкого и мощного форварда.
Мастер спорта. Играет на позиции 4 номера, но может быть центровым или легким форвардом. Воспитанник саратовского баскетбола. В 16 лет в сезоне 2001/2002 стал игроком команды «Автодор»-2, выступавшей в первой лиге. В том же сезоне выступал за команду «Автодор» в чемпионате ДЮБЛ. В сезоне 2002/03 защищал цвета энгельсского «Химика» в первенстве первой лиги. Всего шесть лет провел в системе «Автодора».
Выступал за «Дизелист» Маркс (2005/2006), «Стандарт» Тольятти (2006/2007), «Темп — СУМЗ» Ревда (2007/2008 — 2010/2011). Семь сезонов играл в Суперлиге Б (Суперлиге 1), один чемпионат выступал за «Автодор» в главной российской лиге Суперлиге А.
С сезона 2013/2014 Подосинников — игрок «Строителя». С 2017 года играет за БК «Тамбов».
Женат. Имеет сына.